# TT Assen 1973
De TT van Assen 1973 was de zevende race van het wereldkampioenschap wegrace-seizoen 1973. De race werd verreden op 23 juni 1973 op het TT-Circuit Assen nabij Assen, Nederland.

## Algemeen
De TT van Assen van 1973 volgde op een aantal wedstrijden waarbij de veiligheid van de coureurs een punt van discussie was gebleken. In de GP des Nations op Monza was een enorm ongeluk gebeurd waarbij Renzo Pasolini en Jarno Saarinen het leven verloren, de TT van Man werd algemeen geboycot vanwege de onveiligheid van het circuit en ook bij de Joegoslavische Grand Prix was een aantal rijders gewond geraakt. De TT van Assen verliep echter zonder noemenswaardige problemen. Kent Andersson brak een been, maar dat verhinderde niet dat hij uiteindelijk wereldkampioen 125 cc zou worden. Er werd zelfs al een wereldtitel beslist: met nog drie GP's te gaan stelde het zijspanduo Klaus Enders/Ralf Engelhardt de wereldtitel veilig door de vijfde van acht GP's te winnen.
Het fabrieksteam van Yamaha was na het overlijden van Jarno Saarinen teruggetrokken, waardoor MV Agusta geen concurrentie meer had van de Yamaha TZ 500. De coureurs die in de 500cc-klasse aan de start kwamen hadden allemaal licht opgeboorde Yamaha TZ 350's of zelfs wat oudere opgeboorde Yamaha TR 3's.

## 500 cc
In de 500cc-race vertrok Giacomo Agostini (MV Agusta) als snelste en zijn teamgenoot Phil Read kon hem niet volgen. Net over de helft van de race viel Agostini echter opnieuw uit, dit keer door een kapotte versnellingsbak. Read kon zo toch de overwinning grijpen, voor Kim Newcombe met de König en Christian Bourgeois met zijn Sonauto-Yamaha. Wil Hartog (Riemersma-Yamaha) werd vierde. Door zijn tweede plaats behield Newcombe de leiding in het kampioenschap.

### Uitslag 500 cc
| Pos | Coureur             | Merk            | Tijd            | Punten          |
| --- | ------------------- | --------------- | --------------- | --------------- |
| 1   | Phil Read           | MV Agusta       | 50' 34" 2       | 15              |
| 2   | Kim Newcombe        | König           | +42"            | 12              |
| 3   | Christian Bourgeois | Yamaha          | +1' 03" 2       | 10              |
| 4   | Wil Hartog          | Yamaha          | +1' 11" 2       | 8               |
| 5   | Jack Findlay        | Suzuki          |                 | 6               |
| 6   | Werner Giger        | Yamaha          |                 | 5               |
| 7   | Derek Chatterton    | Yamaha          |                 | 4               |
| 8   | Billie Nelson       | Yamaha          |                 | 3               |
| 9   | Eric Offenstadt     | SMAC-Kawasaki   | SMAC-Kawasaki   | 2               |
| 10  | Georg Pohlmann      | Yamaha          |                 | 1               |
| 11  | Kurt-Harald Florin  | König           |                 |                 |
| 12  | Jan Kostwinder      | Yamaha          | +1 ronde        |                 |
| 13  | Seppo Kangasniemi   | Yamaha          | +1 ronde        |                 |
| 14  | Gerrit Veldink      | Suzuki          | +1 ronde        |                 |
| 15  | Lothar John         | Suzuki          | +1 ronde        |                 |
| 16  | Henk Klaassen       | Yamaha          | +1 ronde        |                 |
| 17  | Jerry Lancaster     | Suzuki          | +1 ronde        |                 |
| 18  | Cees Bouwmeester    | Suzuki          | +1 ronde        |                 |
| DNF | Reinhard Hiller     | König           |                 |                 |
| DNF | Michel Rougerie     | Harley-Davidson | Harley-Davidson |                 |
| DNF | Bo Granath          | Husqvarna       |                 |                 |
| DNF | Kaarlo Koivuniemi   | Kawasaki        |                 |                 |
| DNF | Roberto Gallina     | Paton           | val             |                 |
| DNF | Paul Eickelberg     | König           |                 |                 |
| DNF | Kurt-Ivan Carlsson  | Yamaha          |                 |                 |
| DNF | Ernst Hiller        | König           |                 |                 |
| DNF | Gyula Marsovszky    | Yamaha          |                 |                 |
| DNF | Giacomo Agostini    | MV Agusta       | versnellingsbak | versnellingsbak |

## 350 cc
De 350cc-race in Assen leverde een geweldig gevecht op tussen Giacomo Agostini, Phil Read en Teuvo Länsivuori, tot die laatste problemen met zijn versnellingsbak kreeg en moest afhaken. Agostini won met 0,1 seconde voorsprong op Read en Länsivuori werd toch nog derde.

### Uitslag 350 cc
| Pos | Coureur              | Merk      | Tijd      | Punten |
| --- | -------------------- | --------- | --------- | ------ |
| 1   | Giacomo Agostini     | MV Agusta | 50' 15" 9 | 15     |
| 2   | Phil Read            | MV Agusta | +0" 1     | 12     |
| 3   | Teuvo Länsivuori     | Yamaha    | +16" 4    | 10     |
| 4   | John Dodds           | Yamaha    |           | 8      |
| 5   | Dieter Braun         | Yamaha    |           | 6      |
| 6   | Kent Andersson       | Yamaha    |           | 5      |
| 7   | Adu Celso Santos     | Yamaha    |           | 4      |
| 8   | Billie Nelson        | Yamaha    |           | 3      |
| 9   | Mick Grant           | Yamaha    |           | 2      |
| 10  | Bruno Kneubühler     | Yamaha    |           | 1      |
| 11  | Marcel Ankoné        | Yamsel    |           |        |
| 12  | Kurt-Ivan Carlsson   | Yamaha    |           |        |
| 13  | Adrie van den Broeke | Yamaha    |           |        |
| 14  | Leo Bovee            | Yamaha    |           |        |
| 15  | Karl Auer            | Yamaha    |           |        |
| 16  | Hans Mühlebach       | MZ        |           |        |
| 17  | Gyula Marsovszky     | Yamaha    | +1 ronde  |        |
| 18  | Bo Granath           | Yamaha    | +1 ronde  |        |
| DNF | Wil Hartog           | Yamaha    |           |        |
| DNF | Rob Bron             | Yamaha    |           |        |
| DNF | Jan van Disseldorp   | Yamaha    |           |        |
| DNF | Silvio Grassetti     | MZ        |           |        |
| DNF | Sven-Olof Gunnarsson | Yamaha    |           |        |
| DNF | Werner Pfirter       | Yamaha    |           |        |
| DNF | Alan Barnett         | Yamsel    |           |        |
| DNF | Jerry Lancaster      | Yamaha    |           |        |
| DNF | János Drapál         | Yamaha    |           |        |
| DNF | Derek Chatterton     | Yamaha    |           |        |

## 250 cc
Doordat Teuvo Länsivuori in de 250cc-race al in de eerste ronde door een val werd uitgeschakeld, kon Dieter Braun onbedreigd naar de overwinning rijden. Ook tweede man Michel Rougerie met de Harley-Davidson hoefde geen strijd te leveren. John Dodds werd derde.

### Uitslag 250 cc
| Pos | Coureur              | Merk            | Tijd      | Punten |
| --- | -------------------- | --------------- | --------- | ------ |
| 1   | Dieter Braun         | Yamaha          | 51' 55" 1 | 15     |
| 2   | Michel Rougerie      | Harley-Davidson | +35" 8    | 12     |
| 3   | John Dodds           | Yamaha          | +37" 9    | 10     |
| 4   | Mick Grant           | Yamaha          |           | 8      |
| 5   | Chas Mortimer        | Yamaha          |           | 6      |
| 6   | Edu Celso-Santos     | Yamaha          |           | 5      |
| 7   | Silvio Grassetti     | MZ              |           | 4      |
| 8   | Rob Bron             | Yamaha          |           | 3      |
| 9   | Christian Bourgeois  | Yamaha          |           | 2      |
| 10  | Matti Salonen        | Yamaha          |           | 1      |
| 11  | Adrie van den Broeke | Yamaha          |           |        |
| 12  | Nico van der Zanden  | Yamaha          |           |        |
| 13  | Víctor Palomo        | Yamaha          |           |        |
| 14  | Werner Pfirter       | Yamaha          |           |        |
| 15  | Cees Schermer        | Yamaha          |           |        |
| 16  | Lothar John          | Yamaha          |           |        |
| 17  | Werner Giger         | Yamaha          |           |        |
| DNF | Teuvo Länsivuori     | Yamaha          | val       |        |
| DNF | Roberto Gallina      | Yamaha          | val       |        |
| DNF | Karl Auer            | Yamaha          |           |        |
| DNF | Ryszard Mankiewicz   | Yamaha          |           |        |
| DNF | Eric Offenstadt      | SHF             |           |        |
| DNF | Marcel Ankoné        | Yamsel          |           |        |

## 125 cc
In de 125cc-klasse kwam na de eerste ronde Rolf Minhoff met een privé-Maico als eerste door. Kent Andersson (Yamaha) moest toen al de pit in om bougies te wisselen. Bij zijn inhaalrace viel hij waarbij hij een been brak en enkele weken uitgeschakeld was. Minhoff werd ingehaald door Otello Buscherini (Malanca) en Ángel Nieto (Morbidelli), maar Buscherini viel terwijl Nieto met een defecte motor de pit moest opzoeken. Eugenio Lazzarini (Piovaticci) wist Minhoff ook te passeren en won de race zelfs met 22 seconden voorsprong. De derde plaats was voor Chas Mortimer (Yamaha).

### Uitslag 125 cc
| Pos | Coureur                | Merk        | Tijd      | Punten |
| --- | ---------------------- | ----------- | --------- | ------ |
| 1   | Eugenio Lazzarini      | Piovaticci  | 48' 36" 3 | 15     |
| 2   | Rolf Minhoff           | Maico       | +20" 8    | 12     |
| 3   | Chas Mortimer          | Yamaha      | +1' 16" 1 | 10     |
| 4   | Matti Salonen          | Yamaha      |           | 8      |
| 5   | Pentti Salonen         | Yamaha      |           | 6      |
| 6   | Ryszard Mankiewicz     | MZ          |           | 5      |
| 7   | Walter Rungg           | Maico       |           | 4      |
| 8   | Paul Eickelberg        | Maico       |           | 3      |
| 9   | Piet van den Goorbergh | Yamaha      |           | 2      |
| 10  | Henk van Kessel        | Yamaha      |           | 1      |
| 11  | Jos Schurgers          | Bridgestone |           |        |
| 12  | Börje Jansson          | Maico       | +2 ronden |        |
| DNF | Kent Andersson         | Yamaha      | val       |        |
| DNF | Ángel Nieto            | Morbidelli  | motor     |        |
| DNF | Otello Buscherini      | Malanca     | val       |        |
| DNF | Jan Kostwinder         | Yamaha      |           |        |
| DNF | Aart Valster           | Yamaha      |           |        |
| DNF | Jan Huberts            | MZ          |           |        |
| DNF | Jan Warners            | Yamaha      |           |        |
| DNF | Cees van Dongen        | Yamaha      |           |        |

## 50 cc
In de 50cc-klasse trainde Bruno Kneubühler (Van Veen-Kreidler) als snelste, maar zijn teamgenoot Jan de Vries nam meteen de leiding om in de tweede ronde met pech de pit in te rijden. Kneubühler was toen niet meer in te halen en won de race. Toen Theo Timmer (Jamathi) merkte dat hij Kneubühler niet kon inhalen reed hij op heelhouden om de tweede plaats te pakken. Daarmee stond hij nu aan de leiding van het WK 50 cc.

### Uitslag 50 cc
| Pos | Coureur            | Merk              | Tijd      | Punten |
| --- | ------------------ | ----------------- | --------- | ------ |
| 1   | Bruno Kneubühler   | Van Veen-Kreidler | 30' 02" 2 | 15     |
| 2   | Theo Timmer        | Jamathi           | +8" 5     | 12     |
| 3   | Gerhard Thurow     | Kreidler          | +16" 8    | 10     |
| 4   | Jan Bruins         | Monark            |           | 8      |
| 5   | Lars Persson       | Monark            |           | 6      |
| 6   | Jan Huberts        | Kreidler          |           | 5      |
| 7   | Nico Polane        | Roton             |           | 4      |
| 8   | Ton Kooyman        | Hemeyla           |           | 3      |
| 9   | Jürgen Roller      | Kreidler          |           | 2      |
| 10  | Herbert Rittberger | Kreidler          |           | 1      |
| 11  | Wolfgang Gedlich   | Kreidler          |           |        |
| 12  | Siegfried Lohmann  | Kreidler          |           |        |
| 13  | Walter Däuwel      | Kreidler          |           |        |
| 14  | John Koster        | Roton             |           |        |
| 15  | Hans-Jürgen Hummel | Kreidler          | +1 ronde  |        |
| 16  | Willem Koerhuis    | Kreidler          | +1 ronde  |        |
| 17  | Ulrich Graf        | Kreidler          | +1 ronde  |        |
| 18  | Mike Greenwood     | Derbi             | +1 ronde  |        |
| DNF | Henk van Kessel    | Kreidler          |           |        |
| DNF | Cees van Dongen    | Kreidler          |           |        |
| DNF | Jan de Vries       | Van Veen-Kreidler |           |        |
| DNF | Rudolf Kunz        | Kreidler          |           |        |
| DNF | Harald Bartol      | Kreidler          | val       |        |
| DNF | Nigel Stone        | Jamathi           |           |        |

## Zijspanklasse
In de zijspanklasse nam Klaus Enders met zijn door Dieter Busch geprepareerde BMW na de eerste ronde de leiding van Werner Schwärzel (König) over om die niet meer af te staan. Hierdoor werd hij opnieuw wereldkampioen. Het was zijn vijfde wereldtitel, een aantal dat in de zijspanklasse nog niet eerder voorgekomen was. De gebroeders Gerry en Nick Boret (Renwick-König) werden in Assen tweede en Werner Schwärzel/Karl-Heinz Kleis derde.

### Uitslag zijspanklasse
| Pos | Coureur           | Bakkenist        | Merk          | Tijd      | Punten |
| --- | ----------------- | ---------------- | ------------- | --------- | ------ |
| 1   | Klaus Enders      | Ralf Engelhardt  | Busch-BMW     | 47' 56" 2 | 15     |
| 2   | Gerry Boret       | Nigel Boret      | Renwick-König | +39" 7    | 12     |
| 3   | Werner Schwärzel  | Karl-Heinz Kleis | König         | +1' 27" 7 | 10     |
| 4   | Siegfried Schauzu | Wolfgang Kalauch | BMW           |           | 8      |
| 5   | Michel Vanneste   | Serge Vanneste   | BMW           |           | 6      |
| 6   | Rolf Steinhausen  | Erich Schmitz    | König         |           | 5      |
| 7   | Karl Venus        | Rainer Gundel    | BMW           |           | 4      |
| 8   | Gustav Pape       | Franz Kallenberg | BMW           | +1 ronde  | 3      |
| 9   | Graham Milton     | Don Smith        | BMW           | +3 ronden | 2      |

1925 · 1926 · 1927 · 1928 · 1929 · 1930 · 1931 · 1932 · 1933 · 1934 · 1935 · 1936 · 1937 · 1938 · 1939 · 1940–1945 · 1946 · 1947 · 1948 · 1949 · 1950 · 1951 · 1952 · 1953 · 1954 · 1955 · 1956 · 1957 · 1958 · 1959 · 1960 · 1961 · 1962 · 1963 · 1964 · 1965 · 1966 · 1967 · 1968 · 1969 · 1970 · 1971 · 1972 · 1973 · 1974 · 1975 · 1976 · 1977 · 1978 · 1979 · 1980 · 1981 · 1982 · 1983 · 1984 · 1985 · 1986 · 1987 · 1988 · 1989 · 1990 · 1991 · 1992 · 1993 · 1994 · 1995 · 1996 · 1997 · 1998 · 1999 · 2000 · 2001 · 2002 · 2003 · 2004 · 2005 · 2006 · 2007 · 2008 · 2009 · 2010 · 2011 · 2012 · 2013 · 2014 · 2015 · 2016 · 2017 · 2018 · 2019 · 2021 · 2022 · 2023 · 2024 · 2025